# Kaľava
Kaľava é um município da Eslováquia, situado no distrito de Spišská Nová Ves, na região de Košice. Tem 4,45 km² de área e sua população em 2018 foi estimada em 398 habitantes.

## Demografia
| Ano:        | 1994 | 2004    | 2014   | 2024   |
| ----------- | ---- | ------- | ------ | ------ |
| Broj ljudi: | 399  | 439     | 410    | 399    |
| Razlika:    |      | +10,02% | -6,60% | -2,68% |

| Ano:               | 2023 | 2024   |
| ------------------ | ---- | ------ |
| Número de pessoas: | 397  | 399    |
| Diferença:         |      | +0,50% |